# Volksallianz (Türkei)

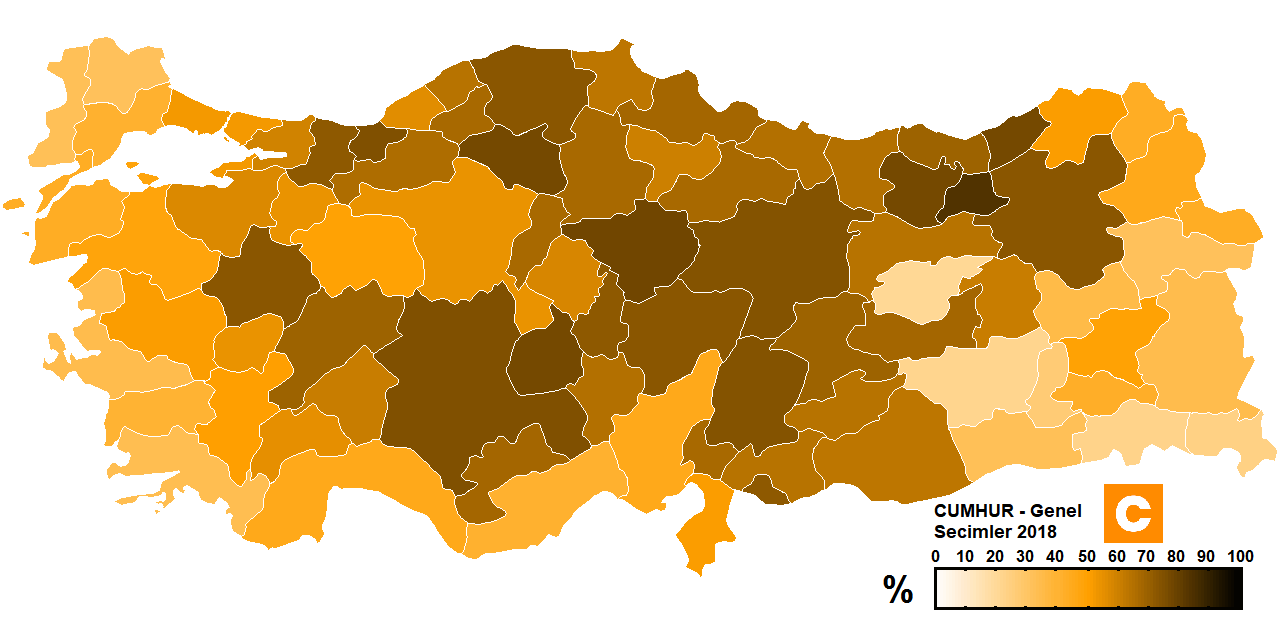
Stimmenanteil der Volksallianz bei der Parlamentswahl in der Türkei 2018

Die Volksallianz (türkisch Cumhur İttifakı) ist ein Wahlbündnis in der Türkei, das seit Februar 2018 existiert. Ursprünglich zwischen der islamisch-konservativen Adalet ve Kalkınma Partisi (AKP), der bis dahin oppositionellen, rechtsextremen Milliyetçi Hareket Partisi (MHP) und der islamistisch-nationalistischen Büyük Birlik Partisi (BBP), sind für die Präsidentschafts- und Parlamentswahlen 2023 auch die islamistische Yeniden Refah Partisi und die kurdisch-islamistische Hür Dava Partisi Teil des Wahlbündnisses.

## Hintergrund
Seit 2016 ist in der Praxis ein gemeinsames Vorgehen der AKP und der MHP auf Parlamentsebene festzustellen, durch das erst das Verfassungsreferendum 2017 möglich gemacht wurde. Bereits Ende 2017 sprach der nationalistische MHP-Vorsitzende Devlet Bahçeli über eine Wahlallianz mit der AKP und schlug auch den nun verwendeten Namen vor. Dieses Wahlbündnis sieht vor, dass die MHP keinen eigenen Präsidentschaftskandidaten aufstellt und die vorgeschlagenen Abgeordneten in einer gemeinsamen Wahlliste antreten. Zudem wurde eine mögliche Allianz für einige Landkreise bei den Kommunalwahlen nicht kategorisch abgelehnt.
Während die Partei der Glückseligkeit (SP) einen Eintritt in das Bündnis ablehnte, will die Große Einheitspartei (BBP) ein Teil davon sein. Dies wird allerdings von der Partei der Nationalistischen Bewegung, von der sich die BBP einst abspaltete, abgelehnt. Die AKP verkündete in Betrachtung dessen, dass mögliche Anwärter der BBP für einen Abgeordnetensitz über die Wahllisten der AKP eingebracht werden.
Die Yeniden Refah Partisi lehnte zunächst nach Gesprächen mit der AKP ab, Teil des Wahlbündnisses zu werden. Am 24. März 2023 schloss sich die Partei dennoch dem Wahlbündnis an. Zudem verzichtet Erbakan zugunsten Erdoğans auf eine Kandidatur bei den gleichzeitig stattfindenden Präsidentschaftswahlen.
Die Hür Dava Parti wird ihre Kandidaten fürs Parlament über die Wahllisten der AKP einbringen und daher nicht auf den Wahlzetteln zu sehen sein.

## Mitgliedsparteien
| Partei                     | Wähleranteil 2018      | Sitze im Parlament | Ausrichtung               |
| -------------------------- | ---------------------- | ------------------ | ------------------------- |
| Adalet ve Kalkınma Partisi | 42,6 %                 | 285/600            | islamisch-konservativ     |
| Milliyetçi Hareket Partisi | 11,1 %                 | 48/600             | rechtsextrem              |
| Büyük Birlik Partisi       | Über die AKP-Wahlliste | 1/600              | islamisch-nationalistisch |
| Hür Dava Partisi           | 0,3 %                  | 0/600              | kurdisch-islamistisch     |
| Yeniden Refah Partisi      | –                      | 0/600              | islamistisch              |

## Unterstützende Parteien
| Partei           | Wähleranteil | Sitze | Ausrichtung         |
| ---------------- | ------------ | ----- | ------------------- |
| Anavatan Partisi | -            | 0/600 | liberal-konservativ |
| AS Parti         | -            | 0/600 | Pro-Militär         |

Am 14. Mai gab die Mutterlandspartei (ANAP) bekannt, dass sie die Volksallianz auf der Grundlage der politischen Ideologie ihres Gründers Turgut Özal unterstützen werde. ANAP hatte im Verfassungsreferendum 2017 "Nein" unterstützt, im Gegensatz zu allen anderen Parteien innerhalb der Allianz, die "Ja" gesagt hatten.

## Wahlergebnisse

### Parlamentswahlen
| Wahljahr | Stimmen    | Anteil  | Abgeordnete |
| -------- | ---------- | ------- | ----------- |
| 2018     | 26.626.445 | 53,62 % | 345/600     |

### Präsidentschaftswahlen
| Wahljahr | Stimmen    | Anteil  | Kandidat             |
| -------- | ---------- | ------- | -------------------- |
| 2018     | 26.325.188 | 52,59 % | Recep Tayyip Erdoğan |

### Kommunalwahlen
| Wahljahr | Stimmen    | Anteil  | Großstadtgemeinden | Provinzstadtgemeinden |
| -------- | ---------- | ------- | ------------------ | --------------------- |
| 2019     | 23.978.506 | 51,64 % | 16/30              | 34/51                 |